# Мирс, Крис
Кристофер Джеймс (Крис) Мирс (англ. Christopher James Mears; род. 7 февраля 1993 года, Рединг, Великобритания) — британский прыгун в воду. Олимпийский чемпион (2016), бронзовый призёр чемпионата мира (2015) в синхронных прыжках с трёхметрового трамплина, двукратный чемпион Игр Содружества в синхронных прыжках с трёхметрового трамплина. Член ордена Британской империи (MBE).

## Спортивная биография
Крис Мирс начал заниматься прыжками в воду в раннем детстве. На юношеском уровне британский прыгун завоевал множество наград. В 2009 году со спортсменом случился неприятный инцидент. На юношеском турнире в Австралии у Мирса произошёл разрыв селезёнки. Мирс потерял много крови и находился в тяжёлом состоянии. Врачи удалили Мирсу селезёнку и смогли спасти молодого британца. После этого Мирс долгое время проходил курс реабилитации, но вскоре вновь вернулся в бассейн и приступил к тренировкам.
В 2012 году Мирс принял участие в летних Олимпийских играх, проходивших в Лондоне. В синхронных прыжках британский спортсмен в паре с Николасом Робинсоном-Бейкером занял 5-е место, уступив более 14 баллов бронзовым призёрам американцам Дюмею и Ипсену. В индивидуальных прыжках Мирс пробился в финал, но занял там лишь 9-е место.